# The Moments
The Moments was een Amerikaans trio, dat werd opgericht midden jaren 1960 in Hackensack. Een van hun grootste hits is Girls.

## Bezetting
- Al Goodman[3] (31 maart 1947 - 26 juli 2010 )
- Harry Ray[4] (15 december 1946 - 1 oktober 1992)
- William Brown[5] (geb. 30 juni 1946)
- Eric Olfus[6]
- John Morgan[7]
- Mark Greene[8]
- Richard Gross[9]

## Geschiedenis
De groep noemde zich eerst The Vipers, maar na ondertekening van een contract werd de naam gewijzigd in The Moments. Ze brachten de singles Not On The Outside (1968) en Sunday (1969) uit. De doorbraak kwam in 1970 met de miljoenenseller Love On a Two-Way Street, die de toppositie veroverde in de soulhitlijst en een klassering in de pophitlijst. Tot eind jaren 1970 brachten ze als The Moments platen uit, die in het Verenigd Koninkrijk en Duitsland deels werden uitgebracht onder de naam Moments & Whatnauts. Vanwege de overstap naar een andere platenmaatschappij werd de naam veranderd in Ray, Goodman & Brown; met Special Lady had het trio vervolgens een miljoenensucces te pakken.
Nadat Ray in 1992 op 45-jarige leeftijd aan een hartaanval overleed ging het trio verder in een gewijzigde bezetting; anno 2020 is Billy Brown het enige originele lid.

## Discografie

### Studioalbums
| Jaar                                                          | Album                                          | Hitklasseringen | Hitklasseringen | Label |
| Jaar                                                          | Album                                          | VS              | VS R&B          | Label |
| ------------------------------------------------------------- | ---------------------------------------------- | --------------- | --------------- | ----- |
| 1969                                                          | Not on the Outside, But on the Inside, Strong! | —               | 8               | Stang |
| 1970                                                          | A Moment with the Moments                      | —               | 36              | Stang |
| 1971                                                          | On Top                                         | —               | —               | Stang |
| 1972                                                          | The Other Side of the Moments                  | —               | —               | Stang |
| 1973                                                          | My Thing                                       | —               | —               | Stang |
| 1974                                                          | Those Sexy Moments                             | —               | —               | Stang |
| 1974                                                          | O'Jays Meet the Moments                        | —               | —               | Stang |
| 1975                                                          | Look at Me                                     | 132             | 13              | Stang |
| 1976                                                          | Moments with You                               | —               | 40              | Stang |
| 1978                                                          | Sharp                                          | —               | —               | Stang |
| "—" geeft aan dat het album zich niet plaatste in de hitlijst |                                                |                 |                 |       |

### Livealbums
| Jaar                                                          | Album                                     | Hitklasseringen | Hitklasseringen | Label |
| Jaar                                                          | Album                                     | VS              | VS R&B          | Label |
| ------------------------------------------------------------- | ----------------------------------------- | --------------- | --------------- | ----- |
| 1972                                                          | Live at the New York State Women's Prison | 147             | 25              | Stang |
| 1974                                                          | Live at the Miss Black America Contest    | —               | —               | Stang |
| "—" geeft aan dat het album zich niet plaatste in de hitlijst |                                           |                 |                 |       |

### Compilatiealbums
| Jaar                                                          | Album                                             | Hitklasseringen | Hitklasseringen | Label |
| Jaar                                                          | Album                                             | VS              | VS R&B          | Label |
| ------------------------------------------------------------- | ------------------------------------------------- | --------------- | --------------- | ----- |
| 1971                                                          | The Moments Greatest Hits                         | 184             | 24              | Stang |
| 1974                                                          | The Best of the Moments                           | —               | 23              | Stang |
| 1984                                                          | Greatest Hits of the Moments                      | —               | —               | Chess |
| 1996                                                          | The Best of the Moments: Love on a Two-Way Street | —               | —               | Rhino |
| "—" geeft aan dat het album zich niet plaatste in de hitlijst |                                                   |                 |                 |       |

### Singles
| Jaar                                                          | Single                                                         | Hitklasseringen | Hitklasseringen | Hitklasseringen | Hitklasseringen | Certificaties |
| Jaar                                                          | Single                                                         | VS              | VS R&B          | AUS             | VK              | Certificaties |
| ------------------------------------------------------------- | -------------------------------------------------------------- | --------------- | --------------- | --------------- | --------------- | ------------- |
| 1968                                                          | Not on the Outside                                             | 57              | 13              | —               | —               |               |
| 1969                                                          | Sunday                                                         | 90              | 13              | —               | —               |               |
| 1969                                                          | I Do                                                           | 62              | 10              | —               | —               |               |
| 1969                                                          | I'm So Lost                                                    | —               | 43              | —               | —               |               |
| 1969                                                          | Lovely Way She Loves                                           | 120             | 14              | —               | —               |               |
| 1970                                                          | Love on a Two-Way Street                                       | 3               | 1               | —               | —               |               |
| 1970                                                          | If I Didn't Care                                               | 44              | 7               | —               | —               |               |
| 1970                                                          | All I Have                                                     | 56              | 9               | —               | —               |               |
| 1971                                                          | I Can't Help It                                                | 108             | 27              | —               | —               |               |
| 1971                                                          | That's How It Feels                                            | 115             | 34              | —               | —               |               |
| 1971                                                          | Lucky Me                                                       | 98              | 31              | —               | —               |               |
| 1971                                                          | To You with Love                                               | 107             | 36              | —               | —               |               |
| 1972                                                          | Thanks a Lot                                                   | —               | 41              | —               | —               |               |
| 1972                                                          | Just Because He Wants to Make Love (Doesn't Mean He Loves You) | —               | 25              | —               | —               |               |
| 1972                                                          | My Thing                                                       | —               | 19              | —               | —               |               |
| 1973                                                          | Girl I'm Gonna Miss You                                        | —               | —               | —               | —               |               |
| 1973                                                          | Gotta Find a Way                                               | 68              | 16              | —               | —               |               |
| 1973                                                          | Sexy Mama                                                      | 17              | 3               | —               | —               |               |
| 1974                                                          | Sho Nuff Boogie (Part 1) (met Sylvia)                          | 80              | 45              | —               | —               |               |
| 1974                                                          | Sweet Sweet Lady                                               | —               | 29              | —               | —               |               |
| 1974                                                          | What's Your Name                                               | —               | 28              | —               | —               |               |
| 1974                                                          | Girls (Part 1) (met The Whatnauts)                             | —               | 25              | 100             | 3               | - BPI: zilver |
| 1975                                                          | Look at Me (I'm in Love)                                       | 39              | 1               | —               | 42              |               |
| 1975                                                          | Got to Get to Know You                                         | —               | —               | —               | —               |               |
| 1975                                                          | Dolly My Love                                                  | —               | —               | —               | 10              |               |
| 1976                                                          | Nine Times                                                     | —               | 44              | —               | —               |               |
| 1976                                                          | With You                                                       | —               | 14              | —               | —               |               |
| 1977                                                          | Jack in the Box                                                | —               | —               | —               | 7               | - BPI: zilver |
| 1977                                                          | We Don't Cry Out Loud                                          | —               | 79              | —               | —               |               |
| 1977                                                          | I Don't Wanna Go                                               | —               | 18              | —               | —               |               |
| 1978                                                          | I Could Have Loved You                                         | —               | 20              | —               | —               |               |
| 1978                                                          | Rain in My Backyard                                            | —               | —               | —               | —               |               |
| 1980                                                          | Baby Let's Rap Now (Part 1)                                    | —               | 39              | —               | —               |               |
| 1981                                                          | Record Breakin' Love Affair                                    | —               | —               | —               | —               |               |
| "—" geeft aan dat de single zich niet plaatste in de hitlijst |                                                                |                 |                 |                 |                 |               |

### NPO Radio 2 Top 2000
Van The Moments stond alleen Girls (met The Whatnauts) in 1999 in de NPO Radio 2 Top 2000, op plek 1880.